# Rifugio Tosa e „T. Pedrotti“
Das Rifugio Tosa e „T. Pedrotti“ (meist nur Rifugio Pedrotti, deutsch auch Pedrottihütte) ist eine alpine Schutzhütte der Società degli Alpinisti Tridentini (SAT) in der Brenta im Trentino. Die in der Regel von Mitte Juni bis Mitte September geöffnete Hütte verfügt über 120 Schlafplätze sowie einen Winterraum mit 20 Betten.
Rund 40 Meter unterhalb der Hütte befindet sich das deutlich ältere Rifugio Tosa, welches heute mit 35 Schlafplätzen als Dependance dem Rifugio Pedrotti dient, außerhalb der Öffnungszeiten besitzt es einen Winterraum mit 21 Bettenlagern.
Die Hütte ist nicht mit dem Rifugio Rosetta – „Giovanni Pedrotti“ in der Palagruppe zu verwechseln.

## Lage und Umgebung

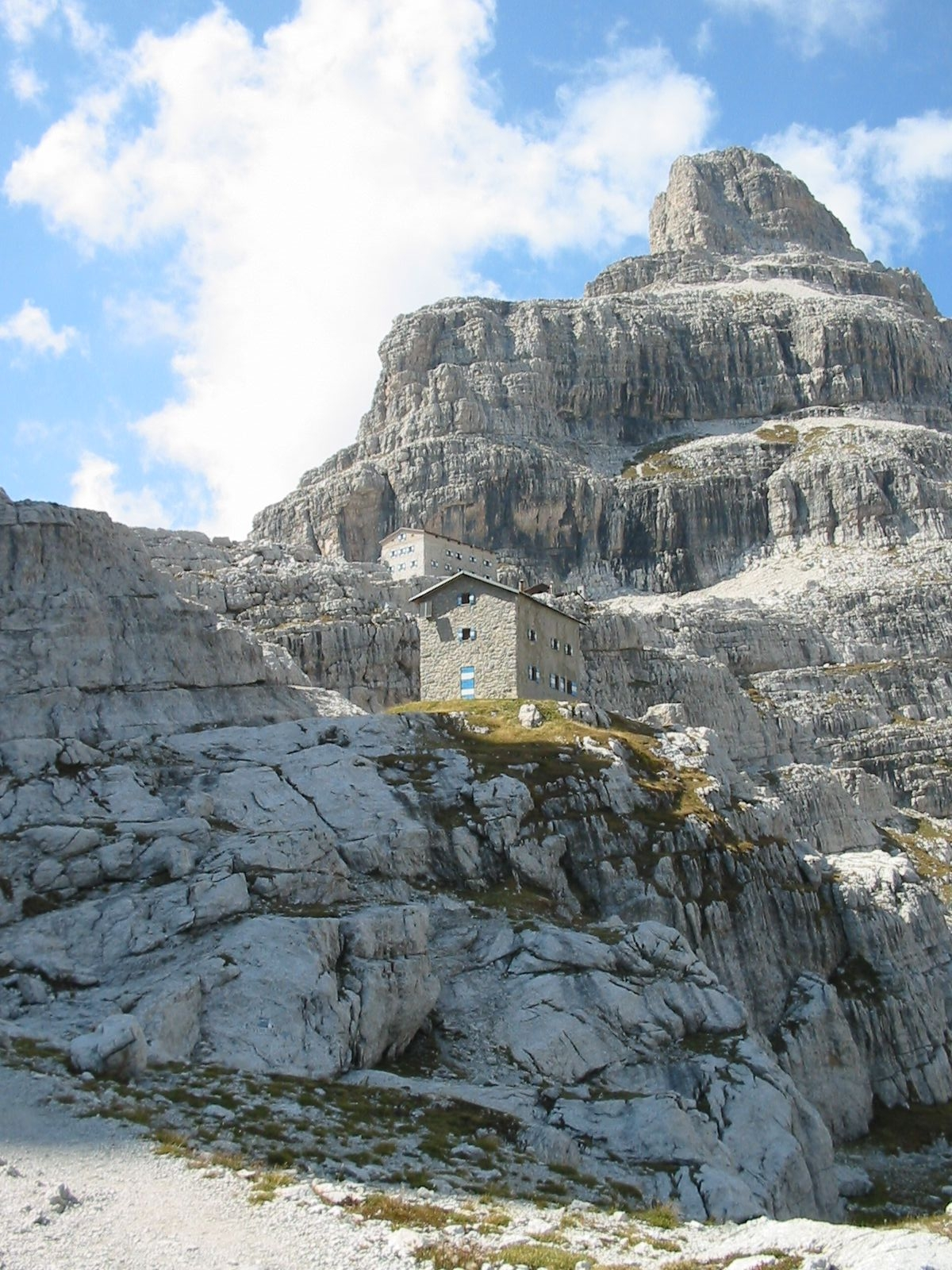
Das Rifugio Tosa und darüber das Rifugio Pedrotti

Die beiden Schutzhütten liegen im zentralen Bereich der Brentagruppe unterhalb der Cima Brenta Bassa und unweit der Bocca di Brenta, eine viel begangene Scharte zwischen der Cima Brenta Alta und Bassa, die bereits 1864 zum ersten Mal überquert wurde. Sie sind idealer Ausgangspunkt sowohl für Begehungen in der zentralen als auch in der südlichen Brenta. An der Bocca di Brenta zweigt auch der Klettersteig Bocchette Centrali ab.

## Geschichte
Das Rifugio Tosa auf 2439 m s.l.m. wurde 1881 vom SAT errichtet und war damit die erste Schutzhütte der Brenta. Es bestand ursprünglich aus einem einzigen Raum und wurde in der Folge mehrmals vergrößert. 1910 beschloss der Trentiner Bergsteigerverein die Hütte durch einen weiteren Anbau auszubauen. Die Pläne für den Ausbau waren bereits fertig, als man erfuhr, dass die Sektion Bremen des Deutschen und Österreichischen Alpenvereins die Genehmigung für den Bau einer eigenen Schutzhütte etwas oberhalb der SAT-Hütte erhalten hatte. Der SAT hatte bereits vorher das Grundstück auf dem die Bremer Hütte errichtet werden sollte erworben, konnte aber den Beginn der Bauarbeiten 1911 nicht verhindern. Man zog daher vor Gericht, um den rechtmäßigen Besitzer des Grundstückes festzustellen. Der Rechtsstreit ging durch drei Instanzen und wurde letztinstanzlich vor dem Obersten Gerichtshof in Wien am 28. Juni 1914, dem Tag des Attentats in Sarajevo, zugunsten des SAT entschieden, nachdem der Bau bereits 1913 fertiggestellt worden war. Zwei Tage danach übergaben die Anwälte der Sektion Bremen die Schlüssel dem Trentiner Bergsteigerverein.
Nach dem Ende des Ersten Weltkrieges wurde die Bremer Hütte 1920 renoviert und im Gedenken an Tommaso Pedrotti, als italienischer Kriegsfreiwilliger 1918 gefallen, und Bruder von Giovanni und Pietro Pedrotti, beide Präsidenten des SAT, benannt. Das Gebäude wurde mehrmals renoviert und modernisiert. Am 29. Juni 2014 überreichte der Präsident der SAT als Zeichen des Friedens und der Völkerverständigung symbolisch dem Vizepräsidenten der DAV Sektion Bremen den alten Hüttenschlüssel der Bremer Hütte. Eine Gedenktafel im Rifugio Pedrotti erinnert an dieses Ereignis.

## Zugänge
- Von Molveno, 864 m ⊙ in ca. 4,5 Stunden
- Von Vallesinella, 1513 m ⊙ in ca. 4,5 Stunden

## Nachbarhütten und Übergänge
- Zum Rifugio Agostini, 2405 m ⊙ über die Wege 304 und 358 in 2,5 Stunden
- Zum Rifugio Tuckett, 2272 m ⊙ in 3,5 Stunden
- Zum Rifugio Dodici Apostoli, 2182 m ⊙ über die Via delle Bocchette in 4 Stunden
- Zum Rifugio Alimonta, 2580 m ⊙ über die Via delle Bocchette in 3 Stunden
- Zum Rifugio Brentei, 2182 m ⊙ über Weg 318 in 1,5 Stunden
- Zum Rifugio Selvata, 1632 m ⊙ über Weg 319 in 2 Stunden

## Karten
- Alpenvereinskarte 1:25.000, Blatt 51, Brentagruppe
- Tabacco Blatt 053 Dolomiti di Brenta (1:25.000)
- Tabacco Blatt 067 Altopiano della Paganella – L. di Tovel – C. Brenta - Trento (1:25.000)[4]